# Synergia
 (mars 2017).
Si vous disposez d'ouvrages ou d'articles de référence ou si vous connaissez des sites web de qualité traitant du thème abordé ici, merci de compléter l'article en donnant les références utiles à sa vérifiabilité et en les liant à la section « Notes et références ».
Synergia (Hébreu: סינרגיה, « synergie ») est un groupe de rock israélien. Le groupe est formé par deux amis d'enfance Ron Hoffman (claviers) et Roy Geffen (guitare). Ils ont commencé à jouer dans un groupe appelé HaTzayadim. Plus tard ce noyau a été rejoint par un guitariste Ariel « Bibs » Branson, un percussionniste Ori Raz (plus tard remplacé par Banua Nachaisi et Eitan Raz respectivement) et enfin un bassiste Iron Shabtai.
En 2006, le groupe remporte le titre de « groupe de l'année » de la chaîne de télévision musicale Music 24 et des radios Reshet Gimel (Kol Israel) et Galgalatz. La chanson titre de leur second album a aussi été nommée « chanson de l'année » par Galgalatz.

## Discographie
- 2005 - Tzo'akim al Ahavah
- 2006 - Margish Acher
- 2008 - Hishtakfut
- 2009 - Synergia Akustit - Im Rami Kleinstein
- 2011 - Chatum ba'Esh